# Elginfield-Observatorium
Das Elginfield-Observatorium (Elginfield Observatory) ist eine kanadische Sternwarte in Middlesex Centre, etwa 25 Kilometer nördlich von London, in der Provinz Ontario. Es ist im Besitz der University of Western Ontario und wird auch durch diese betrieben.
Das Observatorium wurde im Jahre 1969 eröffnet und trägt die IAU-Nummer 440.
Als Hauptinstrument dient ein Ritchey-Chrétien-Teleskop mit einem Durchmesser von 47 Zoll (1,2 m), das als Cassegrain-, Nasmyth- oder Coudé-Teleskop konfiguriert werden kann. Das Teleskop wird überwiegend für Spektroskopie und Photometrie eingesetzt. Neueste Forschungen befassen sich mit der Überwachung von Größenveränderungen bei Cepheiden, der Abschätzung von Ausgasungen bei Asteroiden sowie der Suche nach großen Perseiden.